# Tikurere
Tikurere (auch: Nakudi Island, Takurere Island, Tukerere, Tukerure, Tukurere) ist ein Motu des Butaritari-Atolls der pazifischen Inselrepublik Kiribati.

## Geographie
Tikurere ist eine unbewohnte Insel im Westen der Riffkrone des Butaritari-Atoll. Sie liegt südlich von Nabuni und zieht sich in einem westlichen Bogen nach Süden.
Nach Süden schließt sich die Insel Kotabu an.